# Campeonato Brasileiro de Futebol de 1983
O Campeonato Brasileiro de Futebol de 1983, originalmente denominado Taça de Ouro pela CBF, foi a 28.ª edição do Campeonato Brasileiro e foi novamente vencido pelo Flamengo, que se tornou o quarto clube brasileiro a conquistar um bicampeonato (como Santos, Palmeiras e Internacional), e o terceiro a chegar a três títulos, igualando os feitos de Internacional, Palmeiras e Santos.
No aspecto mais geral, foi mantida a fórmula de disputa dos dois anos anteriores. Mas foi criada uma terceira fase de grupos antes das finais eliminatórias, e mais uma vez alteraram-se os critérios de desempate na fase final. Pelo terceiro ano consecutivo, manteve-se o acesso direto de quatro clubes da primeira fase da Taça de Prata para a segunda fase da Taça de Ouro. Desta vez, os beneficiados foram Guarani, Botafogo/SP, Americano e Uberaba.
Mudaram também os critérios de inclusão dos clubes no campeonato, que haviam sido bastante rígidos em 1981 e 1982: o Santos, que terminou o ano como vice-campeão brasileiro, participou da Taça de Ouro como convidado, já que fora nono no Campeonato Paulista do ano anterior.
O campeão da Taça de Prata de 1983 foi o Juventus/SP, e o vice-campeão o CSA/AL.

## Fórmula de disputa
Primeira Fase: 40 clubes organizados em oito grupos com cinco clubes em cada. Jogando em turno e returno, classificando-se os três primeiros colocados de cada grupo; o quarto colocado de cada grupo vai para a repescagem.
Repescagem Os clubes que ficaram na quarta colocação de cada grupo da primeira fase são dispostos em quatro pares, enfrentando-se em jogo único; os 4 vencedores classificam-se para a segunda fase.
Segunda Fase: Os 24 clubes classificados na primeira fase, mais os 4 classificados na repescagem, mais os 4 primeiros colocados da segunda fase da Taça de Prata 1983, totalizando 32 clubes, são divididos em oito grupos de quatro clubes. Jogando entre si dentro dos grupos, em turno e returno, classificando-se os dois primeiros colocados de cada grupo.
Terceira Fase: Os 16 clubes são divididos em 4 grupos, 4 clubes em cada. Jogam em turno único dentro de cada grupo, classificando-se os campeões para a fase final.
Fase Final (com quartas-de-final, semifinais e final): sistema eliminatório, com jogos em ida-e-volta, tendo o clube de melhor campanha o mando de campo no segundo jogo. No caso de empate na soma dos resultados, classifica-se o clube de melhor campanha em todo o campeonato.

## Escândalo
O campeonato ocorreu em meio ao escândalo da Máfia da Loteria Esportiva revelado pela revista Placar em outubro de 1982.

## Participantes
| Equipe              | Cidade                | Estado | Classificação                       | Título(s)                                  |
| ------------------- | --------------------- | ------ | ----------------------------------- | ------------------------------------------ |
| America             | Rio de Janeiro        | RJ     | 3º colocado do carioca de 1982      | 0 (não possui)                             |
| América de Natal    | Natal                 | RN     | Campeão potiguar de 1982            | 0 (não possui)                             |
| Americano           | Campos dos Goytacazes | RJ     | Primeira fase da Taça de Prata 1983 | 0 (não possui)                             |
| Atlético Mineiro    | Belo Horizonte        | MG     | Campeão mineiro de 1982             | 2 (1937, 1971)                             |
| Atlético Paranaense | Curitiba              | PR     | Campeão paranaense de 1982          | 0 (não possui)                             |
| Bahia               | Salvador              | BA     | Campeão baiano de 1982              | 1 (1959)                                   |
| Botafogo            | Rio de Janeiro        | RJ     | 4º colocado do carioca de 1982      | 1 (1968)                                   |
| Botafogo-SP         | Ribeirão Preto        | SP     | Primeira fase da Taça de Prata 1983 | 0 (não possui)                             |
| Brasília            | Brasília              | DF     | Campeão brasiliense de 1982         | 0 (não possui)                             |
| Campo Grande        | Rio de Janeiro        | RJ     | Campeão da Taça de Prata de 1982    | 0 (não possui)                             |
| Colorado            | Curitiba              | PR     | Vice-campeão paranaense de 1982     | 0 (não possui)                             |
| Comercial-MS        | Campo Grande          | MS     | Campeão sul-mato-grossense de 1982  | 0 (não possui)                             |
| Corinthians         | São Paulo             | SP     | Campeão paulista de 1982            | 0 (não possui)                             |
| Cruzeiro            | Belo Horizonte        | MG     | Vice-campeão mineiro de 1982        | 1 (1966)                                   |
| CSA                 | Maceió                | AL     | Campeão alagoano de 1982            | 0 (não possui)                             |
| Ferroviária         | Araraquara            | SP     | 6º colocado do paulista de 1982     | 0 (não possui)                             |
| Ferroviário         | Fortaleza             | CE     | Vice-campeão cearense de 1982       | 0 (não possui)                             |
| Flamengo            | Rio de Janeiro        | RJ     | Vice-campeão carioca de 1982        | 2 (1980, 1982)                             |
| Fluminense          | Rio de Janeiro        | RJ     | 5º colocado do carioca de 1982      | 1 (1970)                                   |
| Fortaleza           | Fortaleza             | CE     | Campeão cearense de 1982            | 0 (não possui)                             |
| Galícia             | Salvador              | BA     | Vice-campeão baiano de 1982         | 0 (não possui)                             |
| Goiás               | Goiânia               | GO     | Vice-campeão goiano de 1982         | 0 (não possui)                             |
| Grêmio              | Porto Alegre          | RS     | Vice-campeão gaúcho de 1982         | 1 (1981)                                   |
| Guarani             | Campinas              | SP     | Primeira fase da Taça de Prata 1983 | 1 (1978)                                   |
| Internacional       | Porto Alegre          | RS     | Campeão gaúcho de 1982              | 3 (1975, 1976, 1979)                       |
| Joinville           | Joinville             | SC     | Campeão catarinense de 1982         | 0 (não possui)                             |
| Juventus-SP         | São Paulo             | SP     | 5º colocado do paulista de 1982     | 0 (não possui)                             |
| Mixto               | Cuiabá                | MT     | Campeão mato-grossense de 1982      | 0 (não possui)                             |
| Moto Club           | São Luís              | MA     | Campeão maranhense de 1982          | 0 (não possui)                             |
| Náutico             | Recife                | PE     | Vice-campeão pernambucano de 1982   | 0 (não possui)                             |
| Palmeiras           | São Paulo             | SP     | 3º colocado no paulista de 1982     | 6 (1960, 1967, 1967 RGP, 1969, 1972, 1973) |
| Paysandu            | Belém                 | PA     | Campeão paraense de 1982            | 0 (não possui)                             |
| Ponte Preta         | Campinas              | SP     | 4º colocado no paulista de 1982     | 0 (não possui)                             |
| Rio Branco-ES       | Vitória               | ES     | Campeão capixaba de 1982            | 0 (não possui)                             |
| Rio Negro-AM        | Manaus                | AM     | Campeão amazonense de 1982          | 0 (não possui)                             |
| Santos              | Santos                | SP     | Convidado                           | 6 (1961, 1962, 1963, 1964, 1965, 1968 RGP) |
| São Paulo           | São Paulo             | SP     | Vice-campeão paulista de 1981       | 1 (1977)                                   |
| Sergipe             | Aracaju               | SE     | Campeão sergipano de 1982           | 0 (não possui)                             |
| Sport               | Recife                | PE     | Campeão pernambucano de 1982        | 0 (não possui)                             |
| Tiradentes-PI       | Teresina              | PI     | Campeão piauiense de 1982           | 0 (não possui)                             |
| Treze               | Campina Grande        | PB     | Campeão paraibano de 1982           | 0 (não possui)                             |
| Uberaba             | Uberaba               | MG     | Primeira fase da Taça de Prata 1983 | 0 (não possui)                             |
| Vasco da Gama       | Rio de Janeiro        | RJ     | Campeão carioca de 1982             | 1 (1974)                                   |
| Vila Nova           | Goiânia               | GO     | Campeão goiano de 1982              | 0 (não possui)                             |

## Primeira fase

### Grupo A
| Pos | Clube        | Pts | J | V | E | D | GP | GC | SG  | Nota                     |
| 1   | Santos       | 13  | 8 | 6 | 1 | 1 | 17 | 8  | 9   | Segunda fase             |
| 2   | Flamengo     | 12  | 8 | 5 | 2 | 1 | 24 | 11 | 13  | Segunda fase             |
| 3   | Rio Negro-AM | 6   | 8 | 2 | 2 | 4 | 4  | 15 | -11 | Segunda fase             |
| 4   | Paysandu     | 5   | 8 | 2 | 1 | 5 | 12 | 15 | -3  | Repescagem               |
| 5   | Moto Club    | 4   | 8 | 0 | 4 | 4 | 6  | 14 | -8  | 3ª Fase da Taça de Prata |

### Grupo B
| Pos | Clube               | Pts | J | V | E | D | GP | GC | SG | Nota                     |
| 1   | Ponte Preta         | 10  | 8 | 4 | 2 | 2 | 12 | 9  | 3  | Segunda fase             |
| 2   | Grêmio              | 9   | 8 | 3 | 3 | 2 | 10 | 5  | 5  | Segunda fase             |
| 3   | Atlético Paranaense | 8   | 8 | 3 | 2 | 3 | 12 | 11 | 1  | Segunda fase             |
| 4   | Campo Grande-RJ     | 7   | 8 | 2 | 3 | 3 | 5  | 9  | -4 | Repescagem               |
| 5   | Joinville           | 6   | 8 | 2 | 2 | 4 | 7  | 12 | -5 | 3ª Fase da Taça de Prata |

### Grupo C
| Pos | Clube            | Pts | J | V | E | D | GP | GC | SG | Nota                     |
| 1   | São Paulo        | 13  | 8 | 5 | 3 | 0 | 13 | 1  | 12 | Segunda fase             |
| 2   | América de Natal | 9   | 8 | 4 | 1 | 3 | 7  | 9  | -2 | Segunda fase             |
| 3   | Sergipe          | 8   | 8 | 3 | 2 | 3 | 9  | 12 | -3 | Segunda fase             |
| 4   | Sport            | 7   | 8 | 2 | 3 | 3 | 10 | 10 | 0  | Repescagem               |
| 5   | Galícia          | 3   | 8 | 0 | 3 | 5 | 2  | 9  | -7 | 3ª Fase da Taça de Prata |

### Grupo D
| Pos | Clube         | Pts | J | V | E | D | GP | GC | SG  | Nota                     |
| 1   | Corinthians   | 12  | 8 | 6 | 0 | 2 | 25 | 10 | 15  | Segunda fase             |
| 2   | Fluminense    | 9   | 8 | 4 | 1 | 3 | 13 | 7  | 6   | Segunda fase             |
| 3   | Tiradentes-PI | 9   | 8 | 4 | 1 | 3 | 11 | 21 | -10 | Segunda fase             |
| 4   | CSA           | 6   | 8 | 2 | 2 | 4 | 12 | 12 | 0   | Repescagem               |
| 5   | Fortaleza     | 4   | 8 | 0 | 4 | 4 | 6  | 17 | -11 | 3ª Fase da Taça de Prata |

### Grupo E
| Pos | Clube        | Pts | J | V | E | D | GP | GC | SG  | Nota                     |
| 1   | Palmeiras    | 14  | 8 | 6 | 2 | 0 | 17 | 2  | 15  | Segunda fase             |
| 2   | Comercial-MS | 10  | 8 | 4 | 2 | 2 | 9  | 7  | 2   | Segunda fase             |
| 3   | Bahia        | 8   | 8 | 3 | 2 | 3 | 7  | 9  | -2  | Segunda fase             |
| 4   | Goiás        | 5   | 8 | 2 | 1 | 5 | 7  | 12 | -5  | Repescagem               |
| 5   | Mixto        | 3   | 8 | 1 | 1 | 6 | 7  | 17 | -10 | 3ª Fase da Taça de Prata |

### Grupo F
| Pos | Clube            | Pts | J | V | E | D | GP | GC | SG  | Nota                     |
| 1   | America-RJ       | 13  | 8 | 6 | 1 | 1 | 17 | 7  | 10  | Segunda fase             |
| 2   | Atlético Mineiro | 12  | 8 | 5 | 2 | 1 | 13 | 5  | 8   | Segunda fase             |
| 3   | Vila Nova        | 7   | 8 | 3 | 1 | 4 | 9  | 10 | -1  | Segunda fase             |
| 4   | Juventus-SP      | 5   | 8 | 1 | 3 | 4 | 5  | 10 | -5  | Repescagem               |
| 5   | Rio Branco-ES    | 3   | 8 | 1 | 1 | 6 | 4  | 16 | -12 | 3ª Fase da Taça de Prata |

### Grupo G
| Pos | Clube         | Pts | J | V | E | D | GP | GC | SG | Nota                     |
| 1   | Ferroviária   | 12  | 8 | 5 | 2 | 1 | 10 | 4  | 6  | Segunda fase             |
| 2   | Colorado      | 10  | 8 | 4 | 2 | 2 | 9  | 4  | 5  | Segunda fase             |
| 3   | Internacional | 8   | 8 | 3 | 2 | 3 | 6  | 6  | 0  | Segunda fase             |
| 4   | Botafogo      | 6   | 8 | 2 | 2 | 4 | 7  | 9  | -2 | Repescagem               |
| 5   | Brasília      | 4   | 8 | 1 | 2 | 5 | 5  | 14 | -9 | 3ª Fase da Taça de Prata |

### Grupo H
| Pos | Clube         | Pts | J | V | E | D | GP | GC | SG  | Nota                     |
| 1   | Náutico       | 12  | 8 | 5 | 2 | 1 | 20 | 7  | 13  | Segunda fase             |
| 2   | Vasco da Gama | 12  | 8 | 4 | 4 | 0 | 14 | 4  | 10  | Segunda fase             |
| 3   | Cruzeiro      | 11  | 8 | 4 | 3 | 1 | 14 | 7  | 7   | Segunda fase             |
| 4   | Ferroviário   | 3   | 8 | 1 | 1 | 6 | 5  | 17 | -12 | Repescagem               |
| 5   | Treze-PB      | 2   | 8 | 1 | 0 | 7 | 7  | 25 | -18 | 3ª Fase da Taça de Prata |

## Repescagem
Os jogos únicos seriam realizados com mando do time que obteve a maior pontuação na 1ª fase.

09 de março de 1983
|  | Paysandu | 1 – 3 | Campo Grande     |  |
|  | Edésio   |       | Pingo , Luisinho |  |

|  | Sport                       | 2 – 1 | CSA     |  |
|  | Wílson Carrasco , Joãozinho |       | Zezinho |  |

|  | Goiás                 | 2 – 2   | Juventus-SP        |  |
|  | Louvanor , Bill , Nei | Pro 1-0 | Deodoro , Fagundes |  |

|  | Botafogo                        | 3 – 1 | Ferroviário |  |
|  | Abel Braga , Té , Nilo (Contra) |       | Almir       |  |

## Segunda Fase
Nesta fase entram os times classificados via Taça de Prata.
| Clubes vindos da Taça Prata | Clubes vindos da Taça Prata | Clubes vindos da Taça Prata | Clubes vindos da Taça Prata |
| Grupo I                     | Grupo K                     | Grupo M                     | Grupo O                     |
| --------------------------- | --------------------------- | --------------------------- | --------------------------- |
| Guarani                     | Uberaba                     | Americano                   | Botafogo-SP                 |

### Grupo I
| Pos | Clube        | Pts | J | V | E | D | GP | GC | SG | Nota          |
| 1   | Santos       | 8   | 6 | 2 | 4 | 0 | 15 | 7  | 8  | Terceira fase |
| 2   | Guarani      | 8   | 6 | 2 | 4 | 0 | 9  | 6  | 3  | Terceira fase |
| 3   | Cruzeiro     | 6   | 6 | 2 | 2 | 2 | 7  | 10 | -3 | Eliminado     |
| 4   | Comercial-MS | 2   | 6 | 0 | 2 | 4 | 7  | 15 | -8 | Eliminado     |

### Grupo J
| Pos | Clube            | Pts | J | V | E | D | GP | GC | SG | Nota          |
| 1   | Atlético Mineiro | 8   | 6 | 3 | 2 | 1 | 11 | 7  | 4  | Terceira fase |
| 2   | Sport            | 6   | 6 | 2 | 2 | 2 | 7  | 6  | 1  | Terceira fase |
| 3   | Internacional    | 6   | 6 | 2 | 2 | 2 | 7  | 7  | 0  | Eliminado     |
| 4   | Ponte Preta      | 4   | 6 | 1 | 2 | 3 | 6  | 11 | -5 | Eliminado     |

### Grupo K
| Pos | Clube     | Pts | J | V | E | D | GP | GC | SG | Nota          |
| 1   | São Paulo | 11  | 6 | 5 | 1 | 0 | 21 | 4  | 17 | Terceira fase |
| 2   | Colorado  | 7   | 6 | 3 | 1 | 2 | 8  | 12 | -4 | Terceira fase |
| 3   | Uberaba   | 3   | 6 | 1 | 1 | 4 | 9  | 14 | -5 | Eliminado     |
| 4   | Vila Nova | 3   | 6 | 1 | 1 | 4 | 5  | 13 | -8 | Eliminado     |

### Grupo L
| Pos | Clube           | Pts | J | V | E | D | GP | GC | SG | Nota          |
| 1   | Corinthians     | 9   | 6 | 3 | 3 | 0 | 8  | 3  | 5  | Terceira fase |
| 2   | Vasco Da Gama   | 6   | 6 | 1 | 4 | 1 | 6  | 5  | 1  | Terceira fase |
| 3   | Bahia           | 5   | 6 | 1 | 3 | 2 | 3  | 4  | -1 | Eliminado     |
| 4   | Campo Grande-RJ | 4   | 6 | 1 | 2 | 3 | 5  | 10 | -5 | Eliminado     |

### Grupo M
| Pos | Clube         | Pts | J | V | E | D | GP | GC | SG  | Nota          |
| 1   | Palmeiras     | 9   | 6 | 3 | 3 | 0 | 17 | 5  | 12  | Terceira fase |
| 2   | Flamengo      | 8   | 6 | 3 | 2 | 1 | 12 | 7  | 5   | Terceira fase |
| 3   | Americano     | 6   | 6 | 1 | 4 | 1 | 5  | 7  | -2  | Eliminado     |
| 4   | Tiradentes-PI | 1   | 6 | 0 | 1 | 5 | 2  | 17 | -15 | Eliminado     |

### Grupo N
| Pos | Clube      | Pts | J | V | E | D | GP | GC | SG  | Nota          |
| 1   | America-RJ | 8   | 6 | 3 | 2 | 1 | 12 | 10 | 2   | Terceira fase |
| 2   | Grêmio     | 7   | 6 | 2 | 3 | 1 | 13 | 7  | 6   | Terceira fase |
| 3   | Botafogo   | 7   | 6 | 2 | 3 | 1 | 12 | 7  | 5   | Eliminado     |
| 4   | Sergipe    | 2   | 6 | 1 | 0 | 5 | 9  | 22 | -13 | Eliminado     |

### Grupo O
| Pos | Clube               | Pts | J | V | E | D | GP | GC | SG  | Nota          |
| 1   | Ferroviária         | 9   | 6 | 3 | 3 | 0 | 10 | 3  | 7   | Terceira fase |
| 2   | Atlético Paranaense | 8   | 6 | 3 | 2 | 1 | 8  | 5  | 3   | Terceira fase |
| 3   | Botafogo-SP         | 7   | 6 | 3 | 1 | 2 | 4  | 3  | 1   | Eliminado     |
| 4   | América de Natal    | 0   | 6 | 0 | 0 | 6 | 4  | 15 | -11 | Eliminado     |

### Grupo P
| Pos | Clube        | Pts | J | V | E | D | GP | GC | SG | Nota          |
| 1   | Goiás        | 8   | 6 | 3 | 2 | 1 | 5  | 5  | 0  | Terceira fase |
| 2   | Náutico      | 7   | 6 | 3 | 1 | 2 | 12 | 5  | 7  | Terceira fase |
| 3   | Fluminense   | 6   | 6 | 2 | 2 | 2 | 6  | 5  | 1  | Eliminado     |
| 4   | Rio Negro-AM | 3   | 6 | 1 | 1 | 4 | 4  | 12 | -8 | Eliminado     |

## Terceira fase
Os dois primeiros times de cada grupo da Terceira fase se classificarão para as Quartas de final.

### Grupo Q
| Pos | Clube         | Pts | J | V | E | D | GP | GC | SG | Nota        |
| 1   | Santos        | 8   | 6 | 3 | 2 | 1 | 7  | 6  | 1  | Quarta fase |
| 2   | Vasco da Gama | 7   | 6 | 2 | 3 | 1 | 7  | 5  | 2  | Quarta fase |
| 3   | Palmeiras     | 5   | 6 | 1 | 3 | 2 | 10 | 8  | 2  | Eliminado   |
| 4   | Náutico       | 4   | 6 | 1 | 2 | 3 | 7  | 12 | -5 | Eliminado   |

### Grupo R
| Pos | Clube               | Pts | J | V | E | D | GP | GC | SG | Nota        |
| 1   | Atlético Mineiro    | 11  | 6 | 5 | 1 | 0 | 12 | 3  | 9  | Quarta fase |
| 2   | Atlético Paranaense | 6   | 6 | 2 | 2 | 2 | 7  | 8  | -1 | Quarta fase |
| 3   | Colorado            | 4   | 6 | 2 | 0 | 4 | 8  | 13 | -5 | Eliminado   |
| 4   | America-RJ          | 3   | 6 | 1 | 1 | 4 | 11 | 14 | -3 | Eliminado   |

### Grupo S
| Pos | Clube       | Pts | J | V | E | D | GP | GC | SG | Nota        |
| 1   | São Paulo   | 7   | 6 | 3 | 1 | 2 | 12 | 9  | 3  | Quarta fase |
| 2   | Sport       | 7   | 6 | 3 | 1 | 2 | 9  | 7  | 2  | Quarta fase |
| 3   | Grêmio      | 7   | 6 | 2 | 3 | 1 | 14 | 11 | 3  | Eliminado   |
| 4   | Ferroviária | 3   | 6 | 1 | 1 | 4 | 7  | 15 | -8 | Eliminado   |

### Grupo T
| Pos | Clube       | Pts | J | V | E | D | GP | GC | SG | Nota        |
| 1   | Flamengo    | 8   | 6 | 3 | 2 | 1 | 11 | 6  | 5  | Quarta fase |
| 2   | Goiás       | 7   | 6 | 2 | 3 | 1 | 7  | 7  | 0  | Quarta fase |
| 3   | Corinthians | 6   | 6 | 2 | 2 | 2 | 10 | 10 | 0  | Eliminado   |
| 4   | Guarani     | 3   | 6 | 0 | 3 | 3 | 3  | 8  | -5 | Eliminado   |

## Fase final
Em itálico, os times que possuem o mando de campo no primeiro jogo do confronto.
|  | Quartas-de-final    | Quartas-de-final | Quartas-de-final | Quartas-de-final |   |                     | Semifinal | Semifinal | Semifinal | Semifinal |  |          | Final | Final | Final | Final |  |  |
|  |                     |                  |                  |                  |   |                     |           |           |           |           |  |          |       |       |       |       |  |  |
|  |                     |                  |                  |                  |   |                     |           |           |           |           |  |          |       |       |       |       |  |  |
|  | Atlético Paranaense | 2                | 1                | 3                |   |                     |           |           |           |           |  |          |       |       |       |       |  |  |
|  | São Paulo           | 1                | 0                | 1                |   |                     |           |           |           |           |  |          |       |       |       |       |  |  |
|  | São Paulo           | 1                | 0                | 1                |   | Atlético Paranaense | 0         | 2         | 2         |           |  |          |       |       |       |       |  |  |
|  |                     |                  |                  |                  |   | Atlético Paranaense | 0         | 2         | 2         |           |  |          |       |       |       |       |  |  |
|  |                     | Flamengo         | 3                | 0                | 3 |                     |           |           |           |           |  |          |       |       |       |       |  |  |
|  | Vasco da Gama       | Flamengo         | 3                | 0                | 3 | 1                   | 1         | 2         |           |           |  |          |       |       |       |       |  |  |
|  | Vasco da Gama       |                  |                  |                  |   | 1                   | 1         | 2         |           |           |  |          |       |       |       |       |  |  |
|  | Flamengo            | 2                | 1                | 3                |   |                     |           |           |           |           |  |          |       |       |       |       |  |  |
|  | Flamengo            | 2                | 1                | 3                |   |                     |           |           |           |           |  | Flamengo | 1     | 3     | 4     |       |  |  |
|  |                     |                  |                  |                  |   |                     |           |           |           |           |  | Flamengo | 1     | 3     | 4     |       |  |  |
|  |                     | Santos           | 2                | 0                | 2 |                     |           |           |           |           |  |          |       |       |       |       |  |  |
|  | Goiás               | Santos           | 2                | 0                | 2 | 0                   | 2         | 2         |           |           |  |          |       |       |       |       |  |  |
|  | Goiás               |                  |                  |                  |   | 0                   | 2         | 2         |           |           |  |          |       |       |       |       |  |  |
|  | Santos              | 0                | 2                | 2                |   |                     |           |           |           |           |  |          |       |       |       |       |  |  |
|  | Santos              | 0                | 2                | 2                |   | Santos              | 2         | 0         | 2         |           |  |          |       |       |       |       |  |  |
|  |                     |                  |                  |                  |   | Santos              | 2         | 0         | 2         |           |  |          |       |       |       |       |  |  |
|  |                     | Atlético Mineiro | 1                | 0                | 1 |                     |           |           |           |           |  |          |       |       |       |       |  |  |
|  | Sport               | Atlético Mineiro | 1                | 0                | 1 | 0                   | 1         | 1         |           |           |  |          |       |       |       |       |  |  |
|  | Sport               |                  |                  |                  |   | 0                   | 1         | 1         |           |           |  |          |       |       |       |       |  |  |
|  | Atlético Mineiro    | 0                | 4                | 4                |   |                     |           |           |           |           |  |          |       |       |       |       |  |  |

## Final
Na decisão, o Peixe saiu na frente, vencendo no Morumbi por 2 a 1. Mas no Maracanã, diante de 155.253 torcedores (recorde da história do Brasileiro), o Flamengo fez 3 a 0, gols de Zico, Leandro e Adílio, e comemorou o terceiro título em quatro anos.

### Primeira partida
| 22 de Maio de 1983 | Santos                        | 2 – 1 | Flamengo     | Morumbi, São Paulo Público: 114.481 Árbitro: José de Assis Aragão |
|                    | Pita 25' Serginho Chulapa 63' |       | Baltazar 67' |                                                                   |

|  | Santos | Flamengo |

| G              | 1  | Marolla            |  |                 |
| LD             | 4  | Toninho Oliveira   |  |                 |
| Z              | 2  | Márcio             |  |                 |
| Z              | 6  | Toninho Carlos     |  |                 |
| LE             | 3  | Gilberto Sorriso   |  |                 |
| V              | 5  | Lino               |  |                 |
| V              | 8  | Paulo Isidoro      |  |                 |
| M              | 10 | Pita               |  |                 |
| A              | 7  | Camargo            |  | Substituído     |
| A              | 9  | Serginho           |  |                 |
| A              | 11 | João Paulo         |  |                 |
| Substituições: |    |                    |  |                 |
| A              | 12 | Paulinho Batistote |  | Entrou em campo |
| Treinador:     |    |                    |  |                 |
| Formiga        |    |                    |  |                 |

| G                     | 1  | Raul        |                               |                 |
| LD                    | 2  | Leandro     |                               |                 |
| Z                     | 3  | Marinho     |                               |                 |
| Z                     | 4  | Mozer       |                               |                 |
| LE                    | 5  | Júnior      |                               |                 |
| V                     | 6  | Bigu        |                               |                 |
| M                     | 8  | Adílio      |                               |                 |
| M                     | 10 | Zico        | Penalizado com cartão amarelo |                 |
| A                     | 7  | Elder       |                               | Substituído     |
| A                     | 9  | Baltazar    |                               |                 |
| A                     | 11 | Júlio César |                               | Substituído     |
| Substituições:        |    |             |                               |                 |
| A                     | 17 | Bebeto      |                               | Entrou em campo |
| LD                    | 18 | Robertinho  |                               | Entrou em campo |
| Treinador:            |    |             |                               |                 |
| Carlos Alberto Torres |    |             |                               |                 |

### Segunda partida
| 29 de Maio de 1983 | Flamengo                       | 3 – 0 | Santos | Maracanã, Rio de Janeiro Público: 155.523 Árbitro: Arnaldo Cezar Coelho |
|                    | Zico 1' Leandro 39' Adílio 89' |       |        |                                                                         |

|  | Flamengo | Santos |

| G                     | 1  | Raul                |                               |                 |
| LD                    | 2  | Leandro             |                               |                 |
| Z                     | 3  | Marinho             | Penalizado com cartão amarelo |                 |
| Z                     | 4  | Figueiredo          | Penalizado com cartão amarelo |                 |
| LE                    | 5  | Júnior              |                               |                 |
| V                     | 6  | Vitor               |                               |                 |
| M                     | 8  | Adílio              |                               |                 |
| M                     | 10 | Zico                |                               |                 |
| A                     | 7  | Elder               |                               |                 |
| A                     | 9  | Baltazar            |                               | Substituído     |
| A                     | 11 | Júlio César Barbosa |                               | Substituído     |
| Substituições:        |    |                     |                               |                 |
| A                     | 16 | Robertinho          |                               | Entrou em campo |
| LE                    | 17 | Ademar              |                               | Entrou em campo |
| Treinador:            |    |                     |                               |                 |
| Carlos Alberto Torres |    |                     |                               |                 |

| G              | 1  | Marolla            |                               |                 |
| LD             | 4  | Toninho Oliveira   |                               |                 |
| Z              | 2  | Joãozinho          | Penalizado com cartão amarelo |                 |
| Z              | 6  | Toninho Carlos     | Penalizado com cartão amarelo |                 |
| LE             | 3  | Gilberto Sorriso   |                               |                 |
| V              | 5  | Toninho Silva      |                               | Substituído     |
| V              | 8  | Paulo Isidoro      |                               |                 |
| M              | 10 | Pita               | Penalizado com cartão amarelo |                 |
| A              | 7  | Camargo            |                               | Substituído     |
| A              | 9  | Serginho           |                               |                 |
| A              | 11 | João Paulo         | Penalizado com cartão amarelo |                 |
| Substituições: |    |                    |                               |                 |
| A              | 18 | Paulinho Batistote |                               | Entrou em campo |
| A              | 19 | Serginho Dourado   |                               | Entrou em campo |
| Treinador:     |    |                    |                               |                 |
| Formiga        |    |                    |                               |                 |

## Premiação
| Campeonato Brasileiro de Futebol de 1983      |
| Rio de Janeiro                                |
| --------------------------------------------- |
| Clube de Regatas Flamengo Campeão (3° título) |

## Artilheiros
1. Serginho (Santos), 22 gols
2. Careca (São Paulo), Zico (Flamengo), 17 gols
3. Socrates (Corinthians), 15 gols

## Classificação final[3]
| Pos | Time                | PG | J  | V  | E  | D | GP | GC | SG  | Fase de Eliminação |
| 1°  | Flamengo            | 35 | 26 | 14 | 7  | 5 | 57 | 30 | 27  | Finalistas         |
| 2°  | Santos              | 36 | 26 | 13 | 10 | 3 | 45 | 28 | 17  | Finalistas         |
| 3°  | Atlético Mineiro    | 35 | 24 | 14 | 7  | 3 | 41 | 18 | 23  | Semifinais         |
| 4°  | Atlético Paranaense | 28 | 24 | 11 | 6  | 7 | 32 | 28 | 4   | Semifinais         |
| 5°  | São Paulo           | 31 | 22 | 13 | 5  | 4 | 47 | 17 | 30  | Quartas de final   |
| 6°  | Vasco               | 26 | 22 | 7  | 12 | 3 | 29 | 17 | 12  | Quartas de final   |
| 7°  | Goiás (2)           | 22 | 22 | 6  | 8  | 7 | 21 | 26 | -5  | Quartas de final   |
| 8°  | Sport (2)           | 21 | 22 | 7  | 7  | 8 | 27 | 27 | 0   | Quartas de final   |
| 9°  | Palmeiras           | 28 | 20 | 10 | 8  | 2 | 44 | 15 | 29  | Terceira fase      |
| 10° | Corinthians         | 26 | 20 | 10 | 6  | 4 | 42 | 23 | 19  | Terceira fase      |
| 11° | America-RJ          | 24 | 20 | 10 | 4  | 6 | 40 | 31 | 9   | Terceira fase      |
| 12° | Ferroviária         | 24 | 20 | 9  | 6  | 5 | 27 | 22 | 5   | Terceira fase      |
| 13° | Náutico             | 23 | 20 | 9  | 5  | 6 | 39 | 24 | 15  | Terceira fase      |
| 14° | Grêmio              | 23 | 20 | 7  | 9  | 4 | 37 | 23 | 14  | Terceira fase      |
| 15° | Colorado            | 21 | 20 | 9  | 3  | 8 | 25 | 29 | -4  | Terceira fase      |
| 16° | Guarani (1)         | 11 | 12 | 2  | 7  | 3 | 12 | 14 | -2  | Terceira fase      |
| 17° | Cruzeiro            | 17 | 14 | 6  | 5  | 3 | 21 | 17 | 4   | Segunda fase       |
| 18° | Fluminense          | 15 | 14 | 6  | 3  | 5 | 19 | 12 | 7   | Segunda fase       |
| 19° | Internacional       | 14 | 14 | 5  | 4  | 5 | 13 | 13 | 0   | Segunda fase       |
| 20° | Ponte Preta         | 14 | 14 | 5  | 4  | 5 | 18 | 20 | -2  | Segunda fase       |
| 21° | Bahia               | 14 | 14 | 4  | 6  | 4 | 10 | 12 | -2  | Segunda fase       |
| 22° | Botafogo (2)        | 13 | 14 | 4  | 5  | 5 | 19 | 16 | 3   | Segunda fase       |
| 23° | Comercial-MS        | 12 | 14 | 4  | 4  | 6 | 16 | 22 | -6  | Segunda fase       |
| 24° | Campo Grande-RJ (2) | 11 | 14 | 3  | 5  | 6 | 10 | 19 | -9  | Segunda fase       |
| 25° | Vila Nova           | 10 | 14 | 4  | 2  | 8 | 14 | 23 | -9  | Segunda fase       |
| 26° | Sergipe             | 10 | 14 | 4  | 2  | 8 | 18 | 34 | -16 | Segunda fase       |
| 27° | Tiradentes-PI       | 10 | 14 | 4  | 2  | 8 | 13 | 38 | -25 | Segunda fase       |
| 28° | América de Natal    | 9  | 14 | 4  | 1  | 9 | 11 | 24 | -13 | Segunda fase       |
| 29° | Rio Negro           | 9  | 14 | 3  | 3  | 8 | 8  | 27 | -19 | Segunda fase       |
| 30° | Botafogo-SP (1)     | 7  | 6  | 3  | 1  | 2 | 4  | 3  | 1   | Segunda fase       |
| 31° | Americano (1)       | 6  | 6  | 1  | 4  | 1 | 5  | 7  | -2  | Segunda fase       |
| 32° | Uberaba (1)         | 3  | 6  | 1  | 1  | 4 | 9  | 14 | -5  | Segunda fase       |
| 33° | CSA (2)             | 6  | 8  | 2  | 2  | 4 | 12 | 12 | 0   | Primeira fase      |
| 34° | Joinville           | 6  | 8  | 2  | 2  | 4 | 7  | 12 | -5  | Primeira fase      |
| 35° | Paysandu (2)        | 5  | 8  | 2  | 1  | 5 | 12 | 15 | -3  | Primeira fase      |
| 36° | Juventus (2)        | 5  | 8  | 1  | 3  | 4 | 5  | 10 | -5  | Primeira fase      |
| 37° | Brasília            | 4  | 8  | 1  | 2  | 5 | 5  | 14 | -9  | Primeira fase      |
| 38° | Moto Club           | 4  | 8  | 0  | 4  | 4 | 6  | 14 | -8  | Primeira fase      |
| 39° | Fortaleza           | 4  | 8  | 0  | 4  | 4 | 6  | 17 | -11 | Primeira fase      |
| 40° | Mixto               | 3  | 8  | 1  | 1  | 6 | 7  | 17 | -10 | Primeira fase      |
| 41° | Ferroviário (2)     | 3  | 8  | 1  | 1  | 6 | 5  | 17 | -12 | Primeira fase      |
| 42° | Rio Branco-ES       | 3  | 8  | 1  | 1  | 6 | 4  | 16 | -12 | Primeira fase      |
| 43° | Galícia             | 3  | 8  | 0  | 3  | 5 | 2  | 9  | -7  | Primeira fase      |
| 44° | Treze               | 2  | 8  | 1  | 0  | 7 | 7  | 25 | -18 | Primeira fase      |

(1) Guarani, Botafogo/SP, Americano e Uberaba entraram na disputa diretamente na segunda fase, classificados via "Taça de Prata" (série B).
(2) De acordo com o regulamento, os resultados dos jogos da repescagem não fazem parte da tabela de classificação.

## Maiores públicos
| Nº | Público | Mandante         | Placar | Visitante           | Estádio  | Data            | Fase             |
| -- | ------- | ---------------- | ------ | ------------------- | -------- | --------------- | ---------------- |
| 1  | 155 523 | Flamengo         | 3–0    | Santos              | Maracanã | 29 de maio      | Final            |
| 2  | 121 353 | Flamengo         | 1–1    | Vasco da Gama       | Maracanã | 8 de maio       | Quartas de Final |
| 3  | 114 481 | Santos           | 2–1    | Flamengo            | Morumbi  | 22 de maio      | Final            |
| 4  | 113 479 | Atlético Mineiro | 0–0    | Santos              | Mineirão | 15 de maio      | Semifinal        |
| 5  | 111 260 | Vasco da Gama    | 1–2    | Flamengo            | Maracanã | 5 de maio       | Quartas de Final |
| 6  | 111 111 | Santos           | 3–2    | Flamengo            | Moumbi   | 27 de fevereiro | Primeira         |
| 7  | 109 819 | Flamengo         | 3–0    | Atlético Paranaense | Maracanã | 12 de maio      | Semifinal        |

Fonte: Acervo Folha

## Campanha do Campeão
| Nº | Data       | Jogo                               | Fase             | Ref                 |
| -- | ---------- | ---------------------------------- | ---------------- | ------------------- |
| 1  | 23/01/1983 | Flamengo 2 x 0 Santos              | PRIMEIRA FASE    |                     |
| 2  | 29/01/1983 | Flamengo 1 x 1 Moto Clube          | PRIMEIRA FASE    |                     |
| 3  | 02/02/1983 | Rio Negro 1 x 1 Flamengo           | PRIMEIRA FASE    |                     |
| 4  | 06/02/1983 | Flamengo 3 x 2 Paysandu            | PRIMEIRA FASE    |                     |
| 5  | 09/02/1983 | Moto Clube 1 x 5 Flamengo          | PRIMEIRA FASE    | [ 4 ]               |
| 6  | 20/02/1983 | Flamengo 7 x 1 Rio Negro           | PRIMEIRA FASE    | [ 5 ]               |
| 7  | 23/02/1983 | Flamengo 3 x 2 Paysandu            | PRIMEIRA FASE    |                     |
| 8  | 27/02/1983 | Santos 3 x 2 Flamengo              | PRIMEIRA FASE    |                     |
| 9  | 13/03/1983 | Tiradentes (PI) 1 x 3 Flamengo     | SEGUNDA FASE     | [ 6 ]               |
| 10 | 17/03/1983 | Palmeiras 3 x 1 Flamengo           | SEGUNDA FASE     |                     |
| 11 | 21/03/1983 | Flamengo 3 x 0 Americano (RJ)      | SEGUNDA FASE     |                     |
| 12 | 23/03/1983 | Flamengo 2 x 0 Tiradentes (PI)     | SEGUNDA FASE     |                     |
| 13 | 27/03/1983 | Flamengo 1 x 1 Palmeiras           | SEGUNDA FASE     |                     |
| 14 | 30/03/1983 | Americano (RJ) 2 x 2 Flamengo      | SEGUNDA FASE     |                     |
| 15 | 11/04/1983 | Flamengo 2 x 0 Goiás               | TERCEIRA FASE    |                     |
| 16 | 14/04/1983 | Guarani 0 x 0 Flamengo             | TERCEIRA FASE    |                     |
| 17 | 17/04/1983 | Flamengo 5 x 1 Corinthians         | TERCEIRA FASE    | [ 7 ]               |
| 18 | 20/04/1983 | Goiás 1 x 1 Flamengo               | TERCEIRA FASE    |                     |
| 19 | 25/04/1983 | Flamengo 2 x 0 Guarani             | TERCEIRA FASE    |                     |
| 20 | 01/05/1983 | Corinthians 4 x 1 Flamengo         | TERCEIRA FASE    | [ 7 ]               |
| 21 | 05/05/1983 | Flamengo 2 x 1 Vasco               | QUARTAS DE FINAL | [ 8 ]               |
| 22 | 08/05/1983 | Flamengo 1 x 1 Vasco               | QUARTAS DE FINAL | [ 8 ]               |
| 23 | 12/05/1983 | Flamengo 3 x 0 Atlético Paranaense | SEMIFINAL        | [ 9 ]               |
| 24 | 15/05/1983 | Atlético Paranaense 2 x 0 Flamengo | SEMIFINAL        | [ 10 ]              |
| 25 | 18/05/1983 | Santos 2 x 1 Flamengo              | FINAL            | [carece de fontes?] |
| 26 | 29/05/1983 | Flamengo 3 x 0 Santos              | FINAL            | [ 11 ]              |

Fonte: Fichas Técnicas - Campeão Brasileiro de 1983